# Papás babás (film, 2017)
A Papás babás (eredeti cím: Daddy Cool) 2017-es francia vígjáték. A filmet Maxime Govare rendezte, a forgatókönyvet szintéb Govare írta Noémie Saglio közreműködésével. A történet egy férfiról szól, aki bölcsödét nyit, hogy ezzel visszahódítaa szerelmét. A főbb szereplők Vincent Elbaz, Laurence Arné és Grégory Fitoussi.
A filmet Franciaországban 2017. november 1-jén, Magyarországon pedig 2018. július 5-én mutatták be a mozikban, később az ADS Service DVD-n is kiadta 2019. augusztus 1-jén.

## Cselekmény
Adrien egy negyvenes éveiben járó férfi, aki kora ellenére inkább viselkedik úgy, mint egy kamasz. Barátnője, a családra vágyó Maude egy nap azonban otthagyja őt, mert megelégeli párja gyerekes viselkedését. Hogy bizonyítsa érettségét, Adrien bölcsödét nyit, aminek működtetése elkezdi átformálni az életszemléletét.

## Szereplők
| Szereplő  | Színész                 | Magyar hang   |
| --------- | ----------------------- | ------------- |
| Adrien    | Vincent Elbaz           | Zámbori Soma  |
| Maude     | Laurence Arné           | Haumann Petra |
| Renaud    | Grégory Fitoussi        | Barát Attila  |
| Emmanuel  | Jean-François Cayrey    | Fekete Zoltán |
| Martin    | Bernard Le Coq          | Forgács Gábor |
| Sarah     | Sarah Le Huu Nho        | Kobela Kíra   |
| Juliette  | Juliette Pivolot        |               |
| Abel      | Abel Mansouri Asselain  |               |
| Maxence   | Maxence Chanfong-Dubois |               |
| Gaspard   | Albert Bordes           |               |
| Constance | Nadège Dabrowski        |               |